# París-Tours 1925
La París-Tours 1925 fue la 20.ª edición de la clásica París-Tours. Se disputó el 3 de mayo de 1925 y el vencedor final fue el belga Denis Verschueren, que se impuso a sus dos compañeros de fuga: August Mortelmans y Jean Hillarion. 

## Clasificación general[3]
|    | Ciclista          | Equipo  | Tiempo      |
| -- | ----------------- | ------- | ----------- |
| 1  | Denis Verschueren |         | 12h 27' 00" |
| 2  | August Mortelmans |         | m.t.        |
| 3  | Jean Hillarion    |         | m.t.        |
| 4  | Heiri Suter       | Griffon | a 2'30"     |
| 5  | Jean Rossius      |         | m.t.        |
| 6  | Alfonso Piccin    |         | m.t.        |
| 7  | Marcel Colleu     |         | m.t.        |
| 8  | Lucien Buysse     |         | m.t.        |
| 9  | Aimé Dossche      |         | m.t.        |
| 10 | Omer Vermeulen    |         | m.t.        |